# Seznam mobilních aplikací Wikipedie
Řada organizací v rámci hnutí Wikimedia, včetně Wikimedia Foundation, vydává mobilní aplikace pro používání Wikipedie v operačních systémech pro mobilní zařízení. Všechny jsou k dispozici zdarma prostřednictvím příslušného obchodu s aplikacemi (např. Obchod Google Play, App Store, Microsoft Store). Lze je také stáhnout z webových stránek nadace Wikimedia Foundation, která také uchovává všechny vydané verze (včetně betaverzí).
Nezávislí vývojáři také vydali mnoho neoficiálních aplikací pro čtení článků na Wikipedii. Některé aplikace načítají obsah z webu Wikipedie a zpracovávají jej; jiné aplikace používají rozhraní MediaWiki. Někteří pouze zobrazují obsah Wikipedie, obvykle vynechávají některé funkce, jako jsou kategorie a diskusní stránky. Některé umožňují také editaci Wikipedie.

## Oficiální aplikace

### Wikimedia Foundation
Aplikace Wikipedie od nadace Wikimedia Foundation se nazývají „Wikipedie“ (anglicky Wikipedia), s výjimkou verze pro iOS, která se nazývá „Wikipedia Mobile“.

#### Android
Aplikace pro Android umožňuje editaci článků přímo z aplikace (v prostředí kódu, nikoli ve Vizuálním editoru), umožňuje zobrazení mapy s články, které pojednávají o blízkých objektech a nabízí seznam nadpisů. Má omezenou schopnost zobrazovat kategorie a diskusní stránky. Aplikace je také dostupná na obchodu F-Droid.

#### iOS
Aplikace iOS také poskytuje verzi Wikipedie pro čtení a editaci. Umožňuje uživatelům sdílení článků prostřednictvím sociálních sítí. Rovněž umožňuje uživatelům vyhledávat zeměpisné články v blízkosti jejich aktuálního umístění. Aplikace nezobrazuje kategorie.

#### Windows
Aplikace ve stylu Metro poskytuje verzi Wikipedie pouze pro čtení. Aplikace používaná ve Windows RT není schopna zobrazovat pohyblivé obrázky (GIF).

### Wikimedia Switzerland
Wikimedia CH, švýcarská pobočka hnutí Wikimedia, vyvinula řadu offline aplikací založených na obsahu Wikipedie. Všechny tyto aplikace jsou založeny na otevřeném softwaru.
| Název                       | Popis | Android                                | iOS | Windows                                                                                    | Webové stránky | Cena   |
| --------------------------- | --- | -------------------------------------- | --- | ------------------------------------------------------------------------------------------ | -------------- | ------ |
| Kiwix                       | Aplikace zdarma ke stažení. Dokáže zobrazit obsah všech projektů Wikimedia a číst offline.                          | ano                                    | ano | Windows 10 UWP; Starší zařízení Windows (x86) Archivováno 20. 12. 2018 na Wayback Machine. | Webové stránky | Zdarma |
| Medical Wikipedia (Offline) | Offline lékařská encyklopedie Wikipedie. Založeno na Kiwixu a vyvíjeno ve spolupráci s Wiki Project Med Foundation. | ar, de, en, es, fa, fr, ja, or, pt, zh | ano | WikiMed UWP EN; Kiwix JS + in-app download of any WikiMed language                         | Webové stránky | Zdarma |